# Dendrosoter orithylus
Dendrosoter orithylus är en stekelart som beskrevs av Nixon 1939. Dendrosoter orithylus ingår i släktet Dendrosoter och familjen bracksteklar. Inga underarter finns listade i Catalogue of Life.